# Tomasz Smoleń
Tomasz Smoleń (Tuchów, 3 februari 1983) is een Pools voormalig professioneel wielrenner. Hij reed voor onder meer CCC Polsat.

## Belangrijkste overwinningen
2005
4e etappe Tour Nord-Isère
2007
Parijs-Chauny
2009
3e etappe Szlakiem Grodòw Piastowskich
3e etappe Ronde van Małopolska
2010
6e etappe Ronde van Taiwan
3e etappe Ronde van Małopolska
2012
Memoriał Andrzeja Trochanowskiego
5e etappe Ronde van Slowakije
2e etappe Okolo Jiznich Czech
2013
Memoriał Romana Siemińskiego